# Replicats
Replicats är en svensk indiepopgrupp. 
Bandet bildades i Stockholm 2004 och gjorde sig framför allt kända för att mixa många olika stilar i sin musik, såsom tango, klezmer, jazz, pop och rock. År 2007 släppte de sitt första album "Unexpected Species". 

## Medlemmar
- Isak Björsenius
- Viktor Björsenius
- Robin Israelson
- Niklas Niskanen
- Olof Stange.